# Petrus Albertus Kasteel

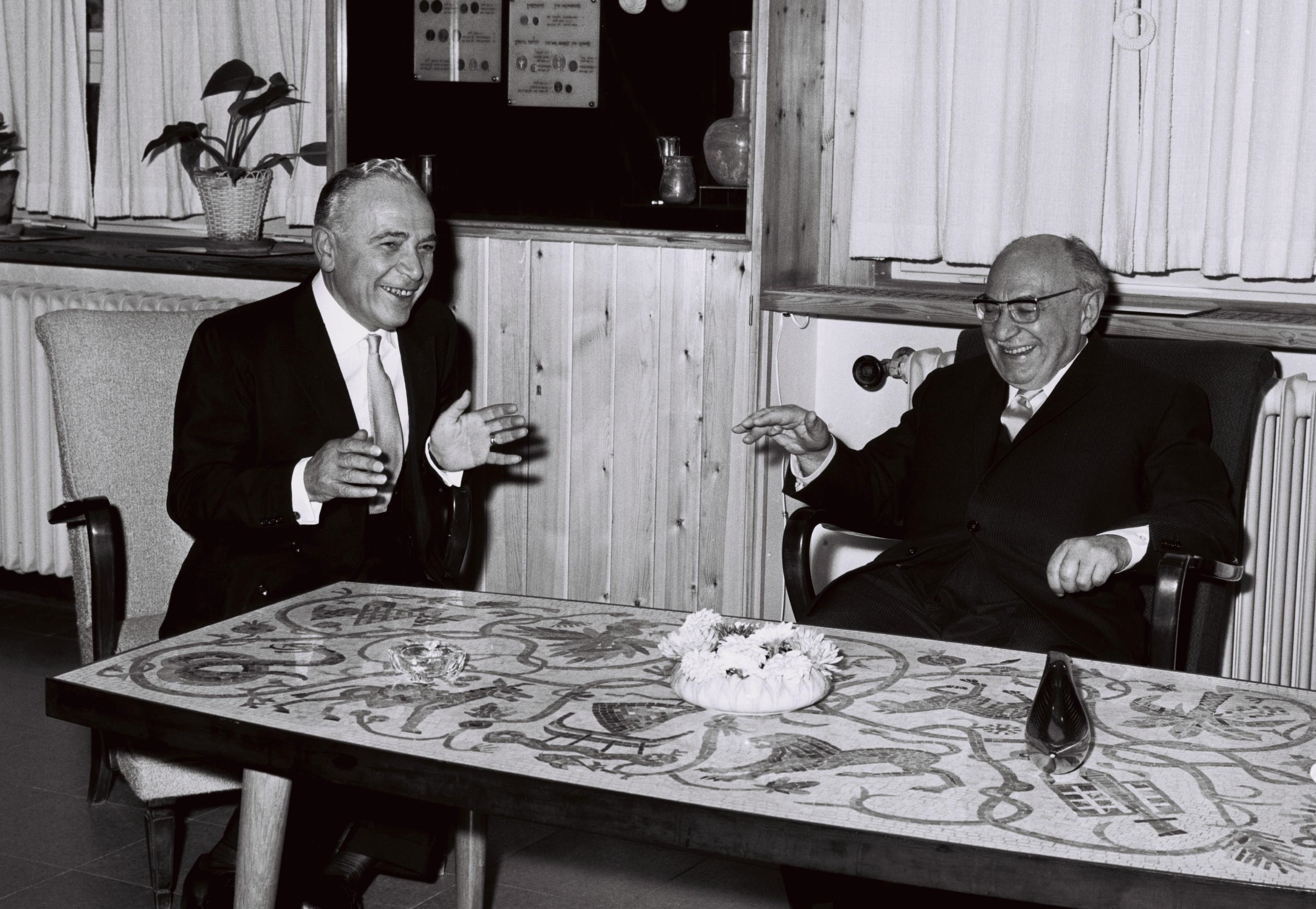
Petrus Albertus Kasteel en Zalman Shazar

Petrus Albertus (Piet) Kasteel (Zwolle, 4 november 1901 - Rome, 13 december 2003) was een Nederlands journalist,  verzetsstrijder tijdens de Tweede Wereldoorlog, schrijver en diplomaat.
Kasteel was gepromoveerd tot doctor in de Politieke en Sociale Wetenschappen te Leuven in België op een proefschrift over de gereformeerde politicus en theoloog Abraham Kuyper, beschouwd als standaardwerk, en was voor de oorlog (1927-1940) onder andere parlementair redacteur van het Rotterdamse dagblad De Maasbode. Na de Duitse bezetting van Nederland verrichtte hij spionageactiviteiten voor de geallieerden en week met de ingezamelde kennis over de Duitse bezetter daarna als Engelandvaarder uit naar Groot-Brittannië. Hij maakte deel uit van het Nederlandse kabinet daar als referendaris-minister van Justitie van 1940 tot 1942. In 1942 werd hij gouverneur van gebiedsdeel Curaçao tot 1948 en daarna gezant in Chili van 1948 tot 1956 en gezant in Ierland tot 1964. Hij was ambassadeur in Israël nadien.
Tot zijn dood op hoge leeftijd woonde Kasteel met zijn vrouw (tot haar dood) en met hun zoon mgr. Karel Kasteel aan de Via della Conciliazione in Rome, op een steenworp van het Vaticaan. Hun gastvrije flat was bekend bij de Nederlandse bisschoppen en bij de velen die zich in de jaren zestig, zeventig, tachtig zorgen maakten om de ontwikkelingen in de Rooms-Katholieke Kerk in Nederland.
Voor zijn verzetswerkzaamheden in Nederland en zijn optreden als gouverneur in de Nederlandse Antillen ontving dr. Piet Kasteel van de Amerikaanse regering de Medal of Freedom with Silver Palm. Hij was tevens Ridder in de Orde van de Nederlandse Leeuw en Ridder Grootkruis van de pauselijke Orde van Sint-Gregorius de Grote, alsmede Commandeur van het Franse Legioen van Eer en Ridder van de Orde van het Heilig Graf van Jeruzalem.
Hij ligt samen met zijn vrouw begraven op de Campo Santo dei Teutonici e dei Fiamminghi, een historische begraafplaats voor Duitsers en Vlamingen (cfr Nederlandstaligen) naar de Sint-Pietersbasiliek.